# Пластилін (роман)
«Пластилін» — детективний роман з елементами психологізму української письменниці Іри Баковецької-Рачковської. Вийшов друком 2018-го р. у видавництві «Моноліт-Bizz» накладом 2000 прим. Є сьомою книгою письменниці.
Книга вийшла з передмовою письменника, видавця, громадського діяча Сергія Пантюка та післямовою автора українських детективів Андрія Кокотюхи.
Художнє оформлення книги здійснив художник Ярослав Рачковський.

## Вихідні дані
Пластилін. Детектив з елементами психологізму / Іра Баковецька-Рачковська. — Дніпро: Моноліт, 2018. — 256 с., ISBN 978-617-577-155-6

## Сюжет і основна тема
Особистість Кекса, головного героя твору, є результатом упливу біологічних чинників, виховання й середовища. Цей хлопець береться за розслідування вбивства одинадцятьох людей, своїх колишніх колег. Кому могла бути вигідна смерть працівників радіо? Чому вбивця оминув двох вагітних жінок? Невже мав якісь залишки моралі? Чим далі заходить розслідування, тим краще для читача відкривається світ головного персонажа з його спостереженнями та внутрішніми переживаннями. Кексові доведеться пройти важкий шлях, щоб розплутати справу, бо, тільки знайшовши вбивцю, він зуміє пізнати себе.
За словами авторки:
| Ця книга піднімає багато проблем, пов'язаних з інакшістю — це і про спільноти ЛГБТ, планокурів, людей, які страждають психологічними відхиленнями. Але основна тема цієї книги, на якій і будується сюжетна лінія, вона є в Україні, проте взагалі чомусь не піднімається. І через це трапляється багато летальних випадків у людей, яких ця тема зачіпає. Суспільство кричить про якусь заборону відносно таких людей, але ці люди, можливо, і не хотіли би бути тими, ким вони є. Взагалі мене завжди хвилювали такі «інші» люди — не такі, які хочуть бути іншими, слідують моді, а які дійсно відчувають якусь потребу в чомусь. |

## Рецензії
Рецензіями на вихід книжки відгукнулися український філософ, письменник, публіцист Петро Кралюк, письменники Олександр Євтушок, Василь Кузан, Тетяна Череп-Пероганич та інші.